# Due anime
Due anime è un singolo del cantante italiano Max Pezzali, estratto dall'edizione New Mission 2016 del suo sesto album in studio Astronave Max e pubblicato il 29 aprile 2016. Il brano è contenuto anche in Le canzoni alla radio.

## Video musicale
Oltre a un lyric drive video realizzato da SUGO e pubblicato insieme al singolo, il 13 maggio esce anche un video ufficiale diretto da Andrea Gallo e girato nel museo a cielo aperto Wynwood District di Miami

## Tracce
Testi e musiche di Max Pezzali e Niccolò Contessa.
1. Due anime – 4:05

## Classifiche
| Classifica (2016)         | Posizione massima |
| ------------------------- | ----------------- |
| Italia                    | 68                |
| Italia (airplay italiane) | 19                |